# Motohiko Nakajima
Motohiko Nakajima (中島 元彦 Nakajima Motohiko?, Osaka, 18 de abril de 1999) es un futbolista japonés que juega como delantero en el Cerezo Osaka de la J1 League.

## Trayectoria

### Clubes
| Club                     | País  | Año       |
| ------------------------ | ----- | --------- |
| Cerezo Osaka sub-23      | Japón | 2016-2018 |
| Cerezo Osaka             | Japón | 2018-     |
| Albirex Niigata (cedido) | Japón | 2020      |
| Vegalta Sendai (cedido)  | Japón | 2022-2024 |